# České právo (časopis)
České právo byl československý notářský časopis, který vycházel v letech 1919 až 1948. Vydával ho Spolek notářů československých (později Spolek notářů, resp. Spolek notářů českomoravských) jakožto dobrovolné profesní sdružení bez účasti notářů německé národnosti, kteří měli za první československé republiky spolek vlastní a s českými notáři nespolupracovali. Členkou redakční rady časopisu byla i první česká notářka JUDr. Anděla Kozáková-Jírová.